# الصحة في جزر البهاما
تحسنت المعايير الصحية بشكل كبير في جميع أنحاء جزر البهاما في السنوات الأخيرة. تم افتتاح مستشفيات ومرافق رعاية صحية جديدة في ناسو وجراند باهاما.
ولكن، هناك مستويات عالية من عدم المساواة الصحية والاقتصادية ومعظم السكان غير قادرين على الحصول على تأمين صحي خاص. أدى الإنفاق الكارثي على الرعاية الصحية إلى إفلاس العديد من المرضى وعائلاتهم.

## الأمراض
أدى التطعيم ضد أمراض مثل الحصبة والخناق إلى خفض معدل الإصابة والوفيات بين الأطفال. معدل الإصابة بفيروس نقص المناعة البشرية / الإيدز مرتفع للغاية - في عام 2013 ، مات ما يقدر بنحو 500 شخص بسبب الإيدز في جزر البهاما. 
ارتفعت معدلات الأمراض غير المعدية إلى الحد الذي تتحدى فيه تكاليف العلاج صلاحية نظام الرعاية الصحية.

## الرعاية الصحية
يتم توفير الرعاية المجانية فقط للمقيمين القانونيين. أنشئ البرنامج الوطني للتأمين الصحي في عام 2017. التحق 42000 من البهاما ، أي حوالي 10 ٪ من السكان. العضوية طوعية. تتم خدمة جزر آوت بواسطة عيادات حكومية صغيرة.  هناك 80 من مقدمي الرعاية الأولية ، بما في ذلك 4 مختبرات خاصة تقدم الرعاية عبر نيو بروفيدنس وجراند باهاما وأباكو وإكسوما.
ينفق حوالي 8 ٪ من الناتج المحلي الإجمالي على الرعاية الصحية في عام 2018. جزر البهاما هي واحدة من أقل الدول كفاءة في العالم عندما يتعلق الأمر بالرعاية القائمة على القيمة ، وفقا لهيئة التأمين الصحي الوطنية. 
تم اقتراح فرض ضريبة على الأجور لتمويل التأمين الصحي الوطني في عام 2018. 
في ديسمبر 2017 ، كان هناك 349 ممرضة مسجلة و98 ممرضة مدربة تدريباً سريريًا في قسم الصحة العامة ، و753 ممرضة مسجلة ، و283 ممرضة تم تدريبهم سريريًا في هيئة المستشفيات العامة. وكانت هناك حاجة إلى 226 ممرضة مسجلة من قبل إدارة الصحة العامة و302 من قبل هيئة المستشفيات العامة. 